# Joanna Szalona
Joanna I Kastylijska zwana Joanną Szaloną lub Joanną Obłąkaną (hiszp. Juana I de Castilla zw. Juana la Loca) (ur. 6 listopada 1479 w Toledo, zm. 12 kwietnia 1555 w Tordesillas) – nominalna królowa Kastylii (od 1504) i Aragonii (od 1516). Córka Ferdynanda Aragońskiego i Izabeli I Kastylijskiej. Żona Filipa I Pięknego (dzięki temu małżeństwu Habsburgowie uzyskali dziedziczne prawa do korony Hiszpanii).

## Życiorys

### Dziedziczka katolickich monarchów

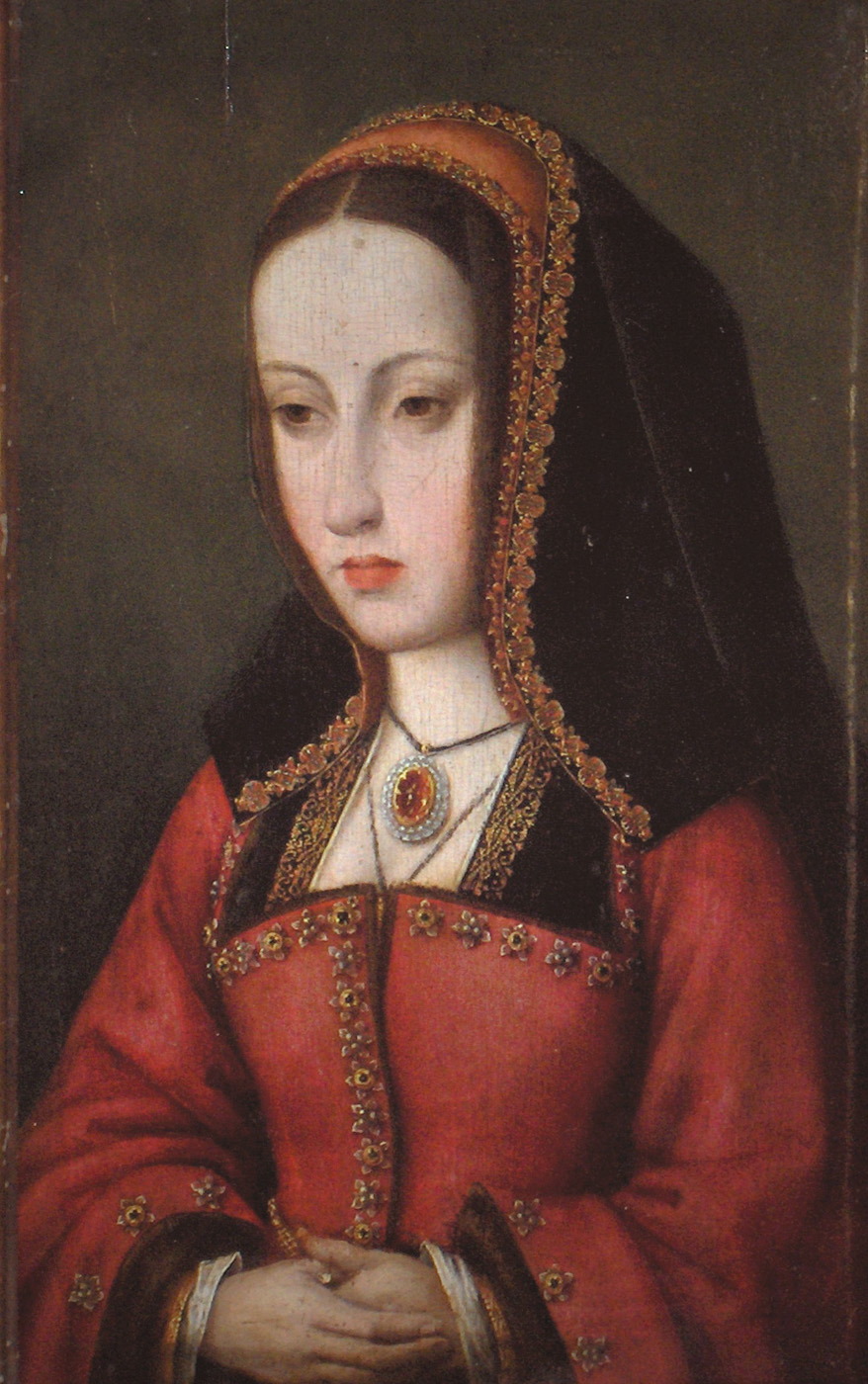
Portret Joanny (ok. 1500 roku)

Joanna była trzecim dzieckiem Królów Katolickich i początkowo nic nie wskazywało na to, by miała kiedykolwiek dziedziczyć korony hiszpańskie: Kastylię i Aragonię, jako że wieku dorosłego dożyli jej starszy brat i siostra i oboje zawarli związki małżeńskie. Jednak w roku 1497 zmarł jedyny brat Joanny, Jan z Asturii, a jego młodziutka żona, która była wówczas w ciąży, niedługo potem urodziła martwą córkę. Niespełna rok później jej starsza siostra Izabela, która wyszła za króla Portugalii, zmarła również w połogu. Jej jedyny syn Miguel da Paz został następcą tronu portugalskiego i kastylijskiego. Jednak młodziutki książę przeżył tylko dwa lata i zmarł już w 1500 roku. Tym sposobem następczynią obydwu koron Królów Katolickich została Joanna, która od roku 1496 była żoną Filipa Pięknego z dynastii Habsburgów, z którym doczekała się zdrowego potomstwa.

### Między Filipem a Ferdynandem
Sama Joanna była jednak niezrównoważona psychicznie, a ambicje polityczne jej męża dobrze były znane na dworze kastylijskim. Dlatego coraz bardziej schorowana matka Joanny, Izabela, chciała, by po jej śmierci w imieniu Joanny Kastylią nadal mógł rządzić jej mąż Ferdynand, a nie habsburski zięć. Ten plan początkowo nie powiódł się – po jej śmierci w 1504 szlachta kastylijska odmówiła poparcia Ferdynandowi (nie miał on szerszych praw do Kastylii, którą współrządził tylko dzięki małżeństwu z Izabelą) i oddała władzę w ręce Joanny, a de facto w ręce jej męża, Filipa. Gdy młoda para przybyła do Hiszpanii, garnęła się do niej licznie szlachta opuszczająca dwór Ferdynanda. Stary król po nieudanych pertraktacjach z zięciem wycofał się do swej dziedzicznej Aragonii. Wkrótce jednak śmierć znów zmieniła układ sił w królestwach hiszpańskich: w 1506 roku Filip Piękny niespodziewanie zmarł na tyfus, co spotęgowało impulsywność i depresję szczerze w nim zakochanej i zależnej odeń Joanny. Wykorzystał to jej ojciec, który powrócił do Kastylii, by przejąć władzę w jej imieniu. Przy czym Ferdynand nie miał żadnych skrupułów, by pozbawić ją władzy wbrew jej zdaniu. Joanna odmówiła podpisania dokumentu przekazującego władzę ojcu, był to jednak jej ostatni, bezsilny akt sprzeciwu. Ferdynand rozkazał uwięzić córkę w zamku przy klasztorze Santa Clara w Tordesillas, gdzie spoczywał jej ukochany mąż. W odosobnieniu jej psychika doznała dalszego rozchwiania, co prawdopodobnie doprowadziło u Joanny do schizofrenii. Sama Joanna nigdy nie została pozbawiona formalnie władzy i wszystkie akty urzędowe do końca jej długiego życia były wystawiane w jej imieniu, zarówno w Kastylii, jak i później w Aragonii i innych podległych jej koronach.

### Zakładniczka ambicji syna
Po śmierci Ferdynanda w 1516 Joanna stała się również nominalnie królową Aragonii, a zarazem pierwszą prawdziwą władczynią zjednoczonych królestw Hiszpanii. Jej położenie faktyczne niewiele się jednak zmieniło. Sprawujący regencję po śmierci Ferdynanda kardynał Cisneros wezwał najstarszego syna Joanny – Karola, by objął rządy w państwie. Karol, wychowany z dala od matki, w Niderlandach, był – podobnie jak jego dziadek –  pozbawionym sentymentów politykiem. Po przybyciu do Hiszpanii spotkał się wprawdzie raz z matką, nie pozwolił jej jednak opuścić Tordesillas i uniemożliwił kontakty ze światem zewnętrznym. Władzę przejął formalnie w jej imieniu. Karol z urodzenia i kultury czuł się Flamandem i otaczał się dworzanami ściągniętymi z Niderlandów, ponadto wkrótce zaangażował się w wielką politykę europejską, spychając interesy Hiszpanii na dalszy plan. Doprowadziło to wkrótce do otwartego buntu rozgoryczonych miast, części szlachty i chłopstwa, społeczeństwo czuło się bowiem wykorzystywane do finansowania dynastycznych planów monarchy. Było to tzw. powstanie Comuneros (1520). Powstańcy odbili Tordesillas i zaproponowali Joannie oddanie realnej władzy, jednak więziona przez lata królowa nie chciała bądź nie była w stanie przejąć realnych rządów. Według niektórych źródeł nie wiedziała nawet o śmierci swego ojca i nie chciała uwierzyć, że przeciw niej walczy jej własny syn. Gdy zwolennicy Karola pokonali powstańców i zajęli znów Tordesillas, Joanna znów trafiła do niewoli, w której miała spędzić resztę swego życia. Przeżyła swe rodzeństwo o kilkadziesiąt lat, a ostatnie 35 lat życia spędziła całkowicie odcięta od świata w przyklasztornych murach zamku w Tordesillas, gdzie czuwała przy zabalsamowanych zwłokach swojego męża. Zmarła w 1555 roku. Obecnie spoczywa wraz z mężem w kaplicy królewskiej przy katedrze w Grenadzie.

## Potomstwo
Z małżeństwa z Filipem I Pięknym Joanna doczekała się sześciorga dzieci:
- Eleonora Austriacka (1498–1558), najpierw królowa Portugalii, a później Francji,
- Karol V (1500–1558), cesarz rzymski, król Hiszpanii,
- Izabella Burgundzka (1501–1526), królowa Danii, Norwegii i Szwecji,
- Ferdynand I (1503–1564), cesarz rzymski, król Węgier i Czech, arcyksiążę Austrii,
- Maria Habsburg (1505–1558), królowa Węgier i Czech, namiestniczka Niderlandów,
- Katarzyna Habsburg (1507–1578), królowa Portugalii.

## Joanna w kulturze

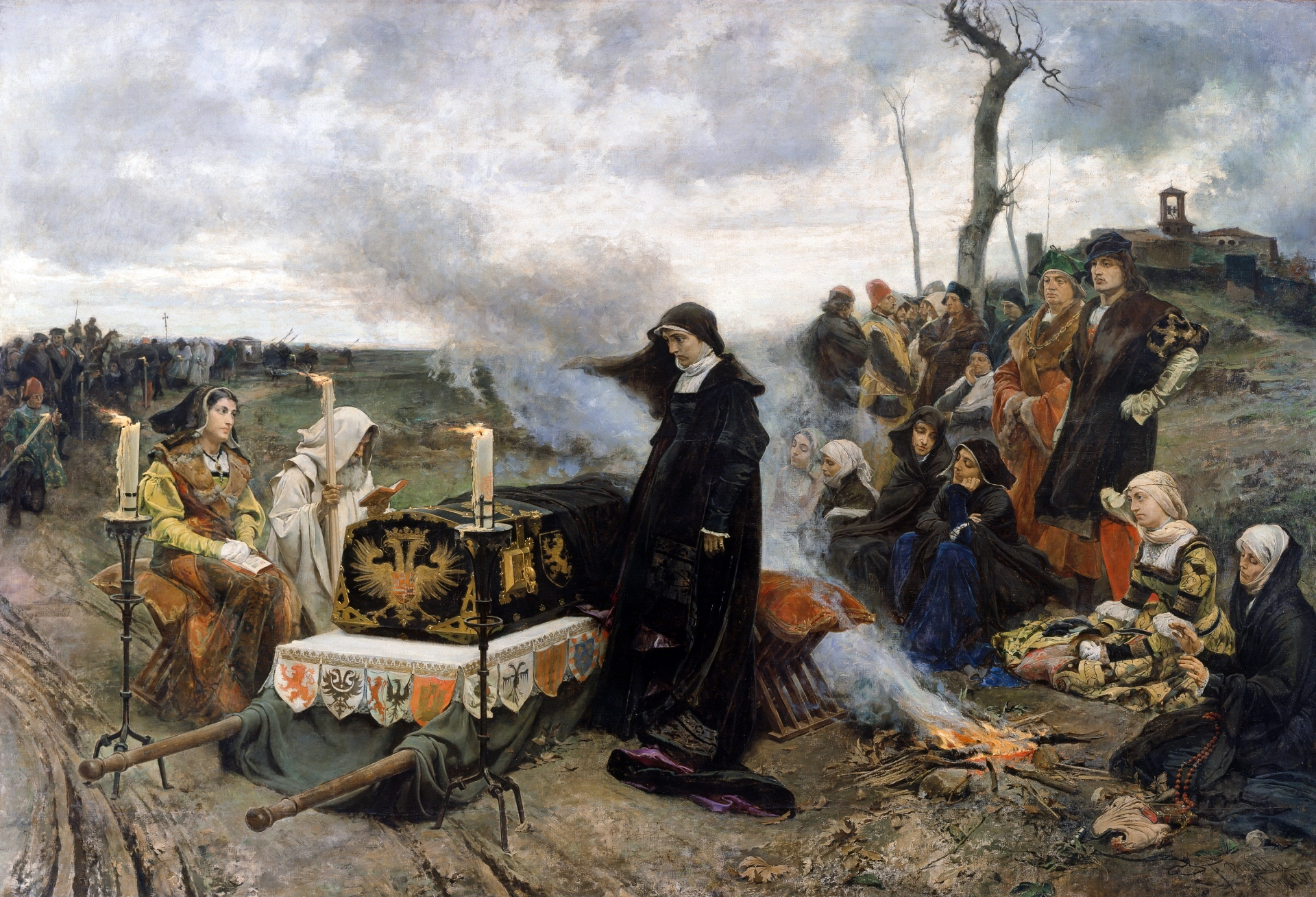
Oddanie Joanny wobec najbliższych osób uczyniło z niej symboliczną ofiarę miłości i polityki

Tragizm losów Joanny dostrzeżono w okresie romantyzmu. Od połowy XIX wieku była ona bohaterką licznych dzieł literackich, teatralnych i filmowych, które mniej lub bardziej realistycznie oddają biografię królowej bez skrupułów wykorzystanej przez najbliższą rodzinę:
- Filip Piękny (Felipe el Hermoso, 1845) – Eusebio Asquerino i Gregorio Romero. Dramat w 4 aktach.
- Szaleństwo miłości (La Locura de Amor, 1855) – Manuel Tamayo y Baus. Dramat.
- Joanna Szalona (Juana la Loca, 1877) – Francisco Pradilla. Obraz olejny (pokazany obok), aktualnie znajdujący się w muzeum Prado w Madrycie.
- Joanna Szalona (Doña Juana la Loca, koniec XIX wieku) – Emilio Serrano. Opera.
- Szalona miłość (Locura de amor, 1948) – Juan de Orduña. Film.
- Więźniarka Tordesillas (The Prisoner of Tordesillas, 1959) – Lawrence Schoonover. Powieść.
- Szalona (La Loca, 1979) – Gian Carlo Menotti. Opera.
- Ruiny z serca (Las Ruinas del Corazón, 1999) – Eric Gamalinda. Poemat.
- Joanna Szalona (Juana la Loca, 2001) – film w reżyserii Vicentego Arandy, w roli Joanny wystąpiła Pilar López de Ayala. Scenariusz został oparty na dramacie Manuela Tamayo y Bausa z 1855.
- Zapis uwiedzenia (El Pergamino de la Seducción, 2005) – Gioconda Belli. Powieść.
- Ostatnia królowa (The Last Queen, 2007) – C.W. Gortner. Powieść wydana zarówno po hiszpańsku, jak i angielsku, ukazała się także w języku polskim.
- Don Juan raz jeszcze (2006) – Andrzej Bart. Powieść skupiająca się na szalonej miłości Joanny do zmarłego męża.